# Олександр Кудашев (плавець)
Олександр Кудашев (1 січня 1995) — російський плавець.
Учасник Олімпійських Ігор 2020 року, де в півфіналі на дистанції 200 метрів батерфляєм посів 12-те місце і не потрапив до фіналу.